# روبرت بالمر
روبرت بالمر (بالإنجليزية: Robert Palmer )‏ (و. 1793 – 1872 م) هو سياسي، من المملكة المتحدة لبريطانيا العظمى وإيرلندا، كان عضوًا في حزب المحافظين، توفي عن عمر يناهز 79 عاماً.

## مناصب
تولى منصب عضو البرلمان في المملكة المتحدة.

## التعليم
تعلم في كلية إيتون.